# Since I Saw You Last
Since I Saw You Last è il quarto album in studio da solista del cantautore britannico Gary Barlow, pubblicato nel 2013.

## Tracce
Tutti i brani sono dello stesso Gary Barlow, tranne dove indicato.
1. Requiem (Gary Barlow, Robbie Williams) – 4:42
2. Let Me Go – 3:44
3. Jump (Barlow, Tim Rice-Oxley) – 4:08
4. Face to Face (Barlow, John Shanks) – 3:33 – con Elton John
5. God – 5:04
6. Small Town Girls – 3:19
7. 6th Avenue (Barlow, Shanks) – 5:00
8. We Like to Love – 5:26
9. Since I Saw You Last – 3:32
10. This House (Barlow, Shanks) – 3:58
11. Dying Inside – 4:33
12. More Than Life – 3:48